# ألعاب مكابيه 1977

شعار.

ألعاب مكابيه 1977 هي النسخة العاشرة من ألعاب مكابيه ولقد عقدت عام 1977 في مدينة رمات غان في إسرائيل، وشارك في الحدث 2700 رياضي من 34 دولة مختلفة، ولقد شاركت 3 دول لأول مرة وهي: اليابان والنرويج وبوليفيا.

## الدول التي شاركت
هذه أسماء بعض الدول التي شاركت وهي:
| - بوليفيا - كندا - فرنسا | - ألمانيا - إسرائيل (450) - اليابان | - المكسيك - النرويج - الولايات المتحدة - المملكة المتحدة |

## روابط خارجية
- ملخصات للألعاب مكابيه